# Daniel Dziwniel
Daniel Dziwniel (Frankfurt am Main, 19 de agosto de 1992) es un futbolista alemán de origen polaco que juega como defensa en el Podbeskidzie Bielsko-Biała de la II Liga de Polonia.

## Clubes
| Club                       | País     | Año       |
| -------------------------- | -------- | --------- |
| Kickers Offenbach          | Alemania | 2009-2013 |
| Ruch Chorzów               | Polonia  | 2013-2014 |
| FC St. Gallen              | Suiza    | 2014-2016 |
| Zagłębie Lubin             | Polonia  | 2016-2019 |
| Korona Kielce              | Polonia  | 2019-2020 |
| Sandecja Nowy Sącz         | Polonia  | 2020-2021 |
| Górnik Łęczna              | Polonia  | 2021-2024 |
| Podbeskidzie Bielsko-Biała | Polonia  | 2024-     |